# 木幡山森之助
木幡山 森之助（きばたやま もりのすけ）は、江戸時代の大相撲の第80代大関。番付上は「奥州」頭書。
『日本相撲史』によれば、江戸相撲に入る以前は「荒浜」の名で大坂相撲に在籍していたという。寛政10年（1798年）冬場所(10月)、東大関として初土俵を踏んだ。看板大関としての登場であったが、千秋楽以外全て出場して、7勝2敗1休の好成績を修め、その場所の黒星は雷電爲右エ門と柏戸宗五郎 (大関)からのものであった。それにもかかわらず、看板大関であったため、翌寛政11年（1799年）春場所(2月)は東前頭4枚目まで下げられた。その場所も4勝2敗1預の勝ち越し（雨天続きのため7日間で打ち切り）としたが、それを最後に僅か2場所で引退した。
大関在位は看板大関としての1場所のみであり、陥落後も含めても現役在位は2場所のみであったが、好成績であったためか、富岡八幡宮の大関力士碑に刻名されている。

## 主な成績
- 現役在位：2場所
- 通算成績：11勝4敗1休1預
- 大関在位：1場所
- 大関成績：7勝2敗1休

| 1798年 | x                          | 東大関 7–2–1 |
| 1799年 | 東前頭4枚目 引退 4–2–0 1預 | x            |
| 各欄の数字は、「勝ち-負け-休場」を示す。 優勝 引退 休場 十両 幕下 三賞：敢=敢闘賞、殊=殊勲賞、技=技能賞 その他：★=金星 番付階級：幕内 - 十両 - 幕下 - 三段目 - 序二段 - 序ノ口 幕内序列：横綱 - 大関 - 関脇 - 小結 - 前頭（「#数字」は各位内の序列） |                            |              |